# Major League Rugby (2019)
Major League Rugby (2019) – drugi sezon Major League Rugby, zawodowej ligi rugby union w Ameryce Północnej, rozgrywany w 2019 z udziałem 9 ekip, zakończony zwycięstwem obrońców tytułu z poprzedniego sezonu, Seattle Seawolves. Był to pierwszy sezon, w którym udział wzięła drużyna spoza Stanów Zjednoczonych.

## System rozgrywek
Rozgrywki składały się z dwóch części: rundy zasadniczej oraz pucharowej. W rundzie zasadniczej rozgrywki odbywały się zgodnie ze schematem każdy z każdym, mecz i rewanż. Przewidziano, że drużyny zlokalizowane najdalej na północy na początku sezonu nie będą grać spotkań w domu, a jedynie na wyjeździe. Cztery najlepsze drużyny w końcowej tabeli rundy zasadniczej zakwalifikowały się do półfinałów. Zwycięzcy półfinałów walczyli w finale o tytuł mistrza ligi.
O kolejności zespołów w tabeli ligowej decydowała w pierwszej kolejności liczba punktów zdobyte w rozgrywkach: cztery za zwycięstwo, dwa za remis, zero za porażkę oraz po jednym punkcie bonusowym za zdobycie w meczu co najmniej 4 przyłożeń i za porażkę nie wyższą niż 7 punktami. Jeśli liczba punktów była równa, o pozycji w tabeli decydowały kolejno liczba zwycięstw w rozgrywkach, bilans punktów meczowych, liczba zdobytych przyłożeń, bilans przyłożeń, losowanie. 
Kluby uczestniczące w rozgrywkach obowiązywał limit budżetowy wynoszący 450 000 USD oraz ograniczenie liczby zawodników zagranicznych do dziesięciu.

## Uczestnicy rozgrywek
W porównaniu z poprzednim sezonem liga powiększyła się o dwa nowe zespoły: Rugby United New York (RUNY) i pierwszy zespół spoza granic Stanów Zjednoczonych, kanadyjski Toronto Arrows.
Lista drużyn uczestniczących w rozgrywkach Major League Rugby w sezonie 2019:
| Klub                  | Metropolia (stan)      | Kraj              |
| --------------------- | ---------------------- | ----------------- |
| Austin Elite          | Austin (Teksas)        | Stany Zjednoczone |
| Glendale Raptors      | Denver (Kolorado)      | Stany Zjednoczone |
| Houston SaberCats     | Houston (Teksas)       | Stany Zjednoczone |
| NOLA Gold             | Nowy Orlean (Luizjana) | Stany Zjednoczone |
| Rugby United New York | Nowy Jork (Nowy Jork)  | Stany Zjednoczone |
| San Diego Legion      | San Diego (Kalifornia) | Stany Zjednoczone |
| Seattle Seawolves     | Seattle (Waszyngton)   | Stany Zjednoczone |
| Toronto Arrows        | Toronto (Ontario)      | Kanada            |
| Utah Warriors         | Salt Lake City (Utah)  | Stany Zjednoczone |

## Runda zasadnicza
Wyniki spotkań:
|                       | Austin Elite | Glendale Raptors | Houston SaberCats | NOLA Gold | Rugby United New York | San Diego Legion | Seattle Seawolves | Toronto Arrows | Utah Warriors |
| Austin Elite          | –            | 13:24            | 20:21             | 14:26     | 11:19                 | 17:45            | 17:29             | 19:23          | 9:17          |
| Glendale Raptors      | 38:19        | –                | 52:44             | 34:33     | 20:16                 | 28:28            | 36:53             | 22:0           | 64:22         |
| Houston SaberCats     | 36:15        | 32:17            | –                 | 11:49     | 8:35                  | 19:40            | 10:52             | 27:44          | 29:27         |
| NOLA Gold             | 35:31        | 40:31            | 20:27             | –         | 24:27                 | 19:26            | 41:31             | 36:31          | 28:19         |
| Rugby United New York | 27:7         | 31:19            | 21:0              | 24:22     | –                     | 19:29            | 31:38             | 24:21          | 24:22         |
| San Diego Legion      | 45:41        | 46:15            | 17:13             | 22:10     | 23:25                 | –                | 17:13             | 20:27          | 21:10         |
| Seattle Seawolves     | 38:26        | 20:18            | 27:14             | 25:24     | 33:21                 | 22:28            | –                 | 35:30          | 27:27         |
| Toronto Arrows        | 24:13        | 40:12            | 35:21             | 31:35     | 22:20                 | 23:19            | 29:7              | –              | 28:21         |
| Utah Warriors         | 35:19        | 26:26            | 27:31             | 19:21     | 21:47                 | 21:31            | 36:48             | 31:64          | –             |

Tabela (w kolorze zielonym wiersze z drużynami, które awansowały do rundy finałowej):
| Pozycja | Drużyna               | Mecze | Wygrane | Remisy | Porażki | Bilans punktów | Punkty bonusowe | Punkty razem |
| ------- | --------------------- | ----- | ------- | ------ | ------- | -------------- | --------------- | ------------ |
| 1.      | San Diego Legion      | 16    | 12      | 1      | 3       | +161           | 11              | 61           |
| 2.      | Seattle Seawolves     | 16    | 11      | 1      | 4       | +93            | 12              | 58           |
| 3.      | Toronto Arrows        | 16    | 11      | 0      | 5       | +110           | 13              | 57           |
| 4.      | Rugby United New York | 16    | 11      | 0      | 5       | +91            | 10              | 54           |
| 5.      | NOLA Gold             | 16    | 9       | 0      | 7       | +60            | 17              | 53           |
| 6.      | Glendale Raptors      | 16    | 7       | 2      | 7       | -7             | 11              | 43           |
| 7.      | Houston SaberCats     | 16    | 6       | 0      | 10      | -155           | 6               | 30           |
| 8.      | Utah Warriors         | 16    | 2       | 2      | 12      | -136           | 9               | 21           |
| 9.      | Austin Elite Rugby    | 16    | 0       | 0      | 16      | -217           | 5               | 5            |

## Runda finałowa

### Półfinały
| 9 czerwca 2019 | Seattle Seawolves                                                                  | 30:17 | Toronto Arrows                                                  | Starfire Sports, Tukwila (Washington) Sędzia: Scott Green (Stany Zjednoczone) |
| 9 czerwca 2019 | Brock Staller 13 (2pd 3K), JP Smith 5 (P), Jeff Hassler 5 (P), karne przyłożenie 7 | 30:17 | Sam Malcolm 7 (2pd K), Gastón Mieres 5 (P), Mike Sheppard 5 (P) | Starfire Sports, Tukwila (Washington) Sędzia: Scott Green (Stany Zjednoczone) |
| 9 czerwca 2019 | Peter Milazzo                                                                      | 30:17 |                                                                 | Starfire Sports, Tukwila (Washington) Sędzia: Scott Green (Stany Zjednoczone) |

| 9 czerwca 2019 | San Diego Legion                                                                     | 24:22 | Rugby United New York                                                             | Torero Stadium, San Diego (Kalifornia) Sędzia: Anthony Woodthorpe (Anglia) |
| 9 czerwca 2019 | Joe Pietersen 9 (3pd K), Oti Pifeleti 5 (P), Joshua Furno 5 (P), JP du Plessis 5 (P) | 24:22 | Cathal Marsh 7 (2pd K), Paddy Ryan 5 (P), Dylan Fawsitt 5 (P), James Denise 5 (P) | Torero Stadium, San Diego (Kalifornia) Sędzia: Anthony Woodthorpe (Anglia) |

### Finał
| 16 czerwca 2019 | San Diego Legion                                                      | 23:26 | Seattle Seawolves                                                                                       | Torero Stadium, San Diego (Kalifornia) Sędzia: Scott Green (Stany Zjednoczone) |
| 16 czerwca 2019 | Joe Pietersen 13 (2pd dg 2K), Nick Boyer 5 (P), Jordan Manihera 5 (P) | 23:26 | Brock Staller 6 (3pd), Stephan Coetzee 5 (P), JP Smith 5 (P), Riekert Hattingh 5 (P), Brad Tucker 5 (P) | Torero Stadium, San Diego (Kalifornia) Sędzia: Scott Green (Stany Zjednoczone) |

## Statystyki ligi
Najskuteczniejszym zawodnikiem ligi był Brock Staller z drużyny Seattle Seawolves, który zdobył 223 punkty, natomiast najwięcej przyłożeń (po 13) zdobyli Dylan Fawsitt z Rugby United New York i John Ryberg z Glendale Raptors. 